# Yokogawa Electric
Yokogawa é uma empresa multinacional japonesa com sede em Tóquio, Japão, que atua principalmente no ramo de automação industrial. Possui 80 afiliadas operando em 33 países com cerca de 19.000 empregados.
A Yokogawa Electric desenvolve tecnologia para sistemas de controle industriais no conceito de sistema distribuído para controle digital (SDCD), que tem como função primordial o controle de processos de forma a permitir uma otimização da produtividade industrial, estruturada na diminuição de custos de produção, melhoria na qualidade dos produtos, precisão das operações, segurança operacional, entre outros.
O modelo mais recente do SDCD é CENTUM VP, que possui a mais alta tecnologia em sistemas de controle para processos entre os que operam continuamente por todo o ano.

## História
A Yokogawa iniciou suas atividades em 1915 com o estabelecimento de um instituto de pesquisa em Shibuya, Tóquio, por Tamisuke Yokogawa, Doutor em Engenharia Arquitetônica, com Ichiro Yokogawa e Shin Aoki. Mais tarde, a empresa foi incorporada como Yokogawa Electric Works Ltd, se tornando a primeira companhia japonesa a produzir e vender medidores elétricos.
Para o crescimento da empresa, Tamisuke Yokogawa vendeu grande parte da empresa para que a Yokogawa pudesse ser administrada por empresários de modo que se perpetuasse como uma do ramo no mundo.

## Principais Negócios e Produtos
- Os principais negócios da Yokogawa são automação industrial e Teste e Medição. Seus negócios recentemente desenvolvidos incluem produtos para os setores de Fibras Ópticas, Navegação Naval e Serviços.
- Alguns dos principais produtos fabricados pela Yokogawa são controladores, registradores e equipamento de aquisição de dados.
- A Yokogawa também possui projetos de diferentes fábricas em vários países relacionados a sistemas de controle. O sistema de controle inclui várias soluções como SDCD, PLC, SCADA e sistemas de ESD. Em colaboração com a Shell Global Solutions, a Yokogawa oferece soluções de APC (Controle de Processo Avançado) a refinarias, petroquímicas e usinas químicas.
- A Yokogawa possui o maior SDCD, com capacidade de até 1 milhão de TAGs e também produz instrumentos de campo, produtos ambientais e soluções de CFTV.